# Инженерный мост (Псков)
Инженерный мост — мост через реку Пскова в Пскове.
Соединяет центр Пскова (Привокзалье) с городским районом Запсковье в створе Вокзальной улицы с улицей Декабриста Пущина, с одной стороны, и Инженерной улицы, с другой стороны (Запсковья), соответственно.

## История
Мост введён в эксплуатацию в 1977 году. 10 сентября 1986 года решением Псковского горисполкома получил название «Инженерный мост»

## Галерея

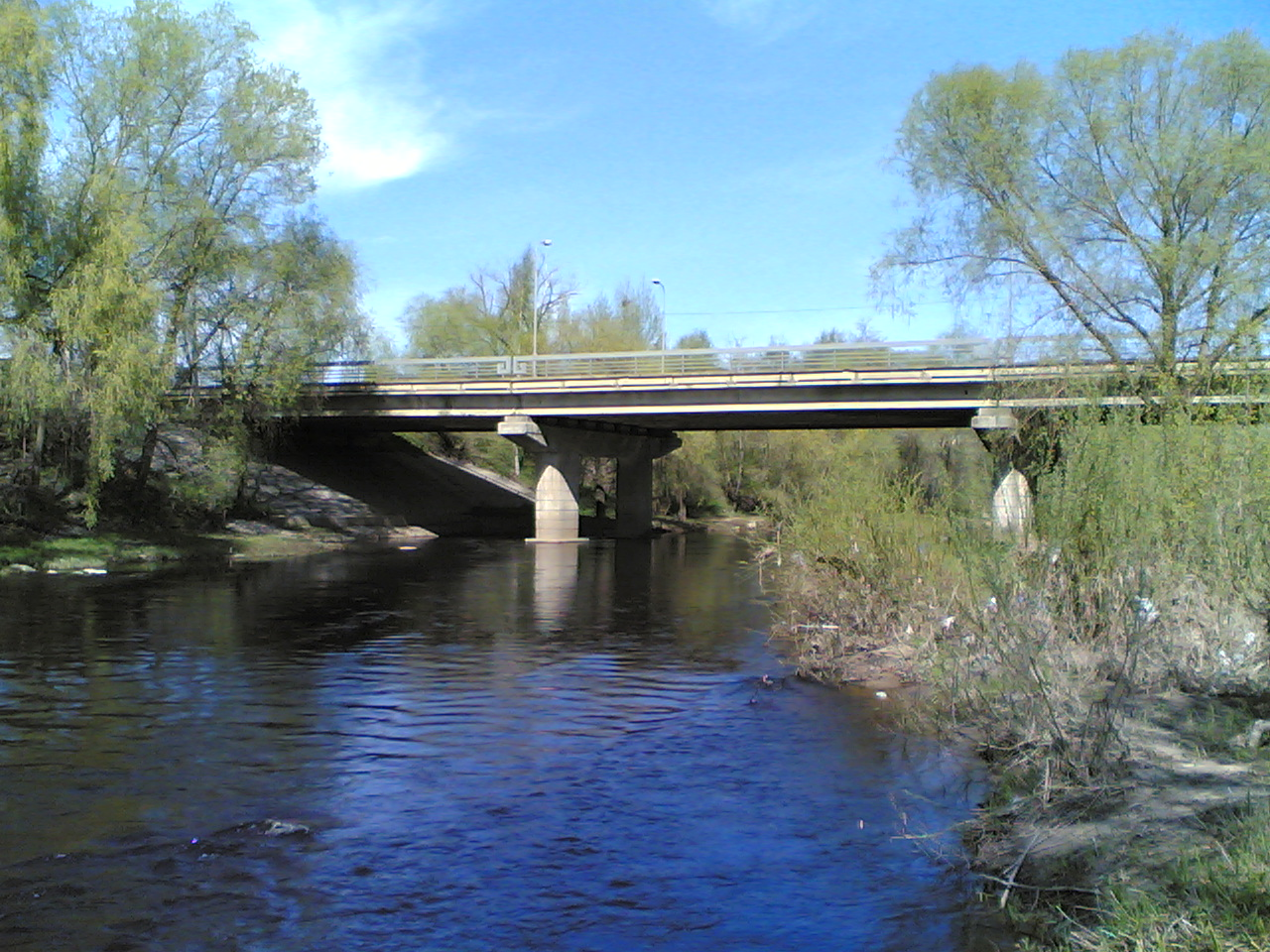
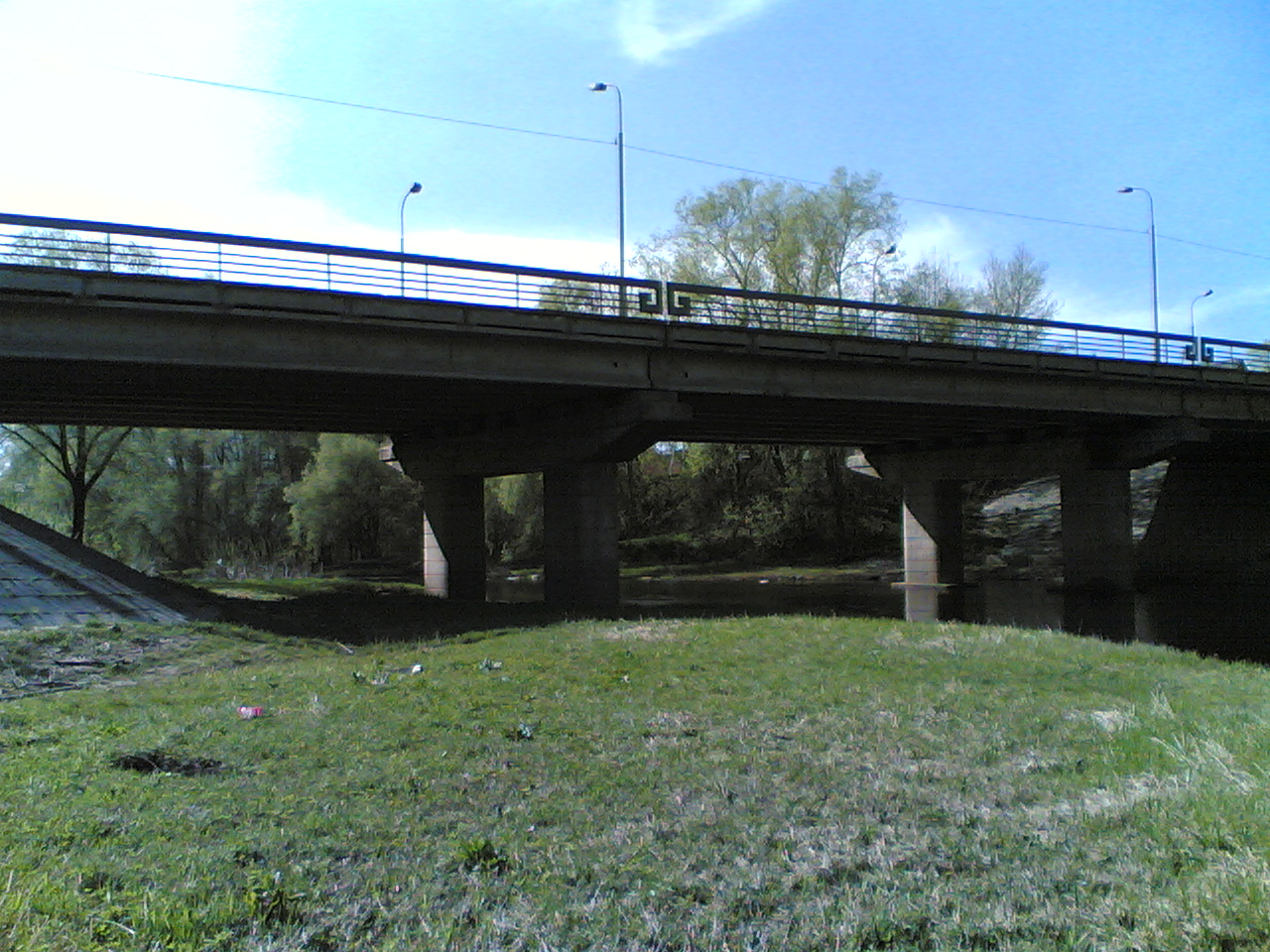
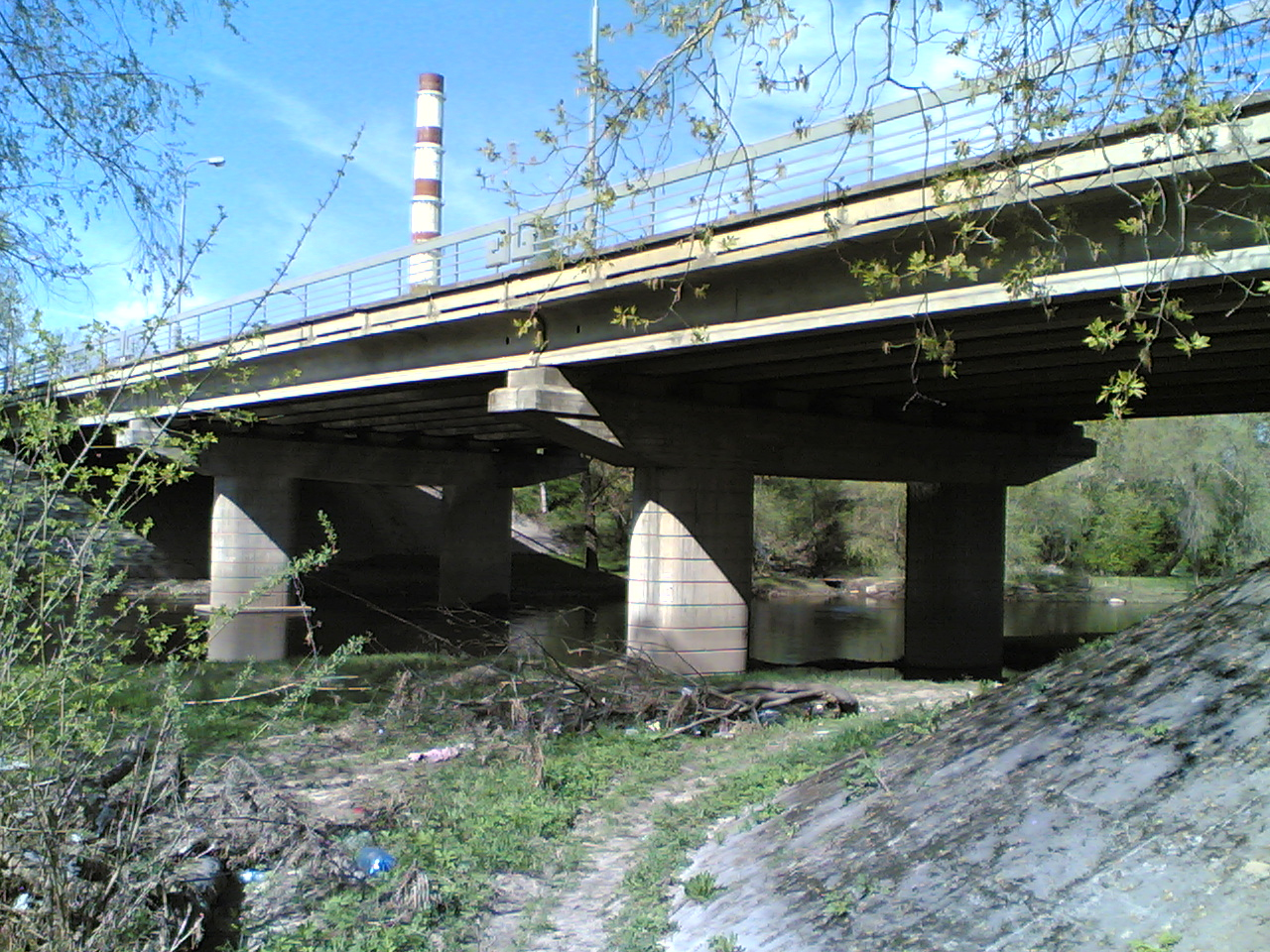
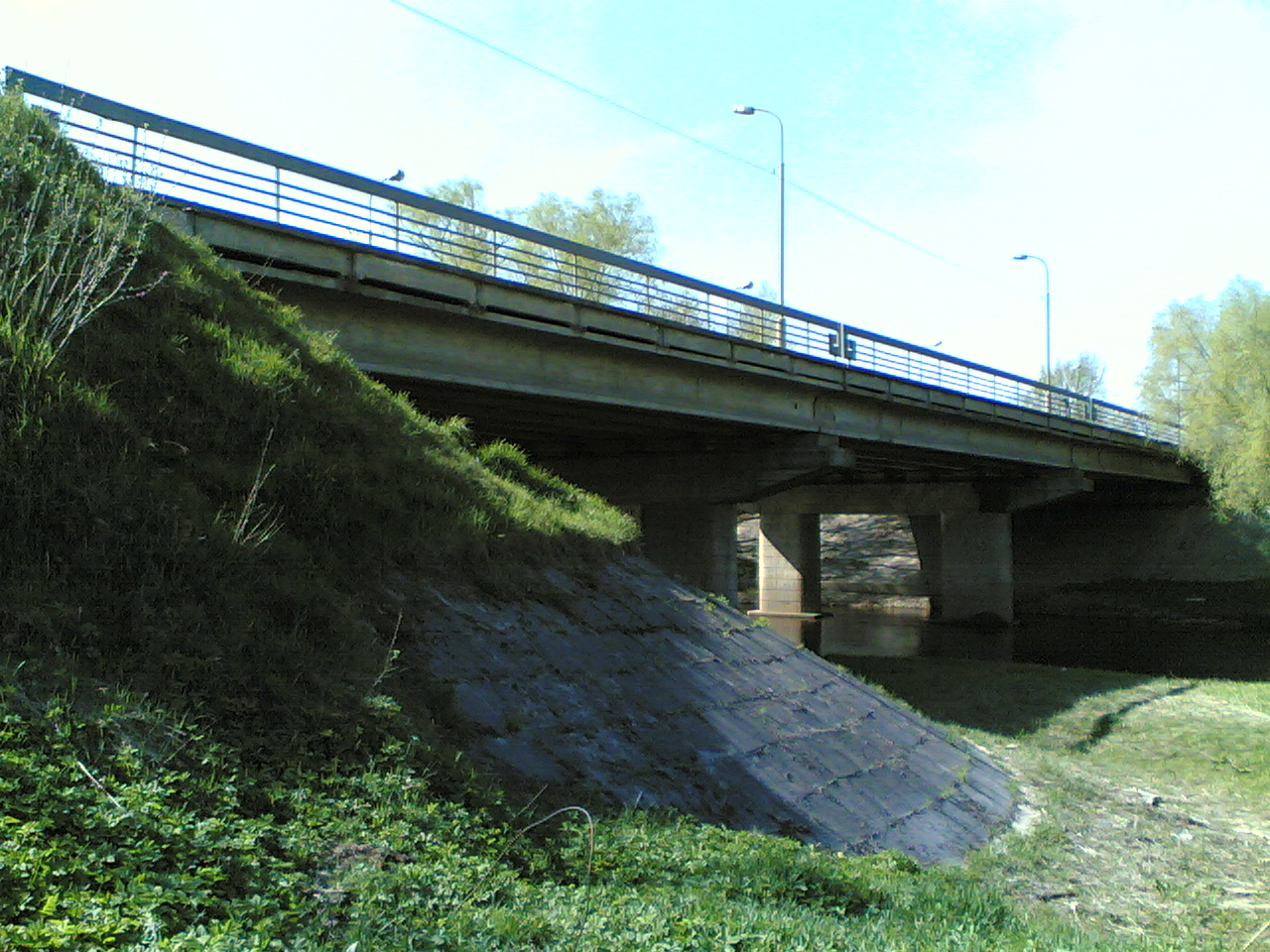